# Epalzeorhynchos kalopterus
Epalzeorhynchos kalopterus és una espècie de peix cipriniforme de la família dels ciprínids.

## Morfologia
Els mascles poden assolir els 16 cm de longitud total. Dimorfisme sexual inexistent, encara que les femelles adultes són més grosses que els mascles. Presència de dos parells de barbetes. En estat de repòs, li agrada recolzar-se sobre les seues aletes pelvianes.

## Reproducció i longevitat
La seua reproducció en captivitat és desconeguda. Pot viure de 8 a 10 anys.

## Alimentació
En captivitat, cal afegir vegetals a la seua dieta d'aliments vius o artificials. Segons alguns autors, es nodreix també de turbel·laris. És un peix bentònic i, per tant, és al fons on cerca el seu aliment.

## Distribució geogràfica
Es troba als corrents d'aigua de l'est de l'Índia, la meitat sud de la península de Malaca (Tailàndia) i Indonèsia (incloent-hi Borneo, Java i Sumatra).

## Conservació
Les seues principals amenaces són la desforestació, les activitats mineres, la sobrepesca i els entrebancs en les seues migracions.

## Observacions
La primera importació d'aquesta espècie a Occident fou obra de Werner Ladiges el 1935 a Hamburg. En captivitat, cal que tingui un aquari específic (de 500 litres, si és possible, i amb nombroses plantes que li ofereixin amagatalls), ja que els adults són agressius i defensen amb molt de zel el seu territori. A més, la temperatura hauria d'ésser de 24-26ªC, pH de 6,5 a 7,0, TH de 9 a 14º i TAC inferior a 2º.